# Sistem închis
În fizică un sistem închis este un sistem fizic natural care nu permite transferul de substanță în sau în afara sistemului, deși în contextele fizicii, chimiei, ingineriei, transferul de energie (de exemplu sub formă de lucru mecanic sau căldură) este permis.
Unii autori folosesc expresia „sistem închis” în locul noțiunii de sistem izolat aspect preluat și de presa în limba română. În articolul de față nu se discută acest aspect deoarece în bibliografia academică în limba română această fluctuație nu apare.

## În fizică

### În mecanica clasică
În mecanica clasică nerelativistă un sistem închis este un sistem fizic care nu schimbă materie cu mediul înconjurător și nu este supus vreunei forțe rezultante a cărei sursă este externă sistemului. În mecanica clasică un sistem închis ar fi echivalentul unui sistem izolat din termodinamică, în sensul că limitează factorii care pot afecta rezultatele unui experiment privind o anumită problemă.

### În termodinamică

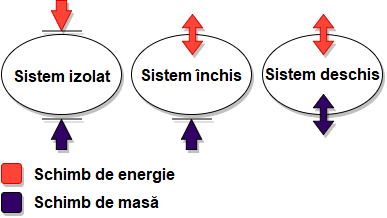
Proprietățile sistemelor izolat, închis și deschis cu privire la schimburile de energie și masă

În termodinamică un sistem închis poate schimba cu mediul înconjurător energie (sub formă de căldură sau lucru mecanic), dar nu și materie.
Pentru un sistem simplu, cu un singur tip de particule (atomi sau molecule), un sistem închis înseamnă un număr constant de particule. Totuși, pentru sistemele în care are loc o reacție chimică pot exista tot felul de molecule care sunt generate și distruse de procesul de reacție. În acest caz, faptul că sistemul este închis se exprimă prin afirmarea că se conservă numerele totale al fiecărui tip de atom, indiferent din ce fel de moleculă ar putea face parte. Din punct de vedere matematic:
{\displaystyle \sum _{j=1}^{m}a_{ij}N_{j}=b_{i}}
unde {\displaystyle N_{j}} este numărul de molecule de tipul {\displaystyle j}, {\displaystyle a_{ij}} este numărul de atomi din elementul {\displaystyle i} în moleculele de tip {\displaystyle j,} iar {\displaystyle b_{i}} este numărul total de atomi din elementul  {\displaystyle i} din sistem, număr care rămâne constant, deoarece sistemul este închis. Prin urmare va exista câte o astfel de ecuație pentru fiecare element chimic diferit din sistem.
Un sistem închis este important în termodinamică pentru rezolvarea problemelor termodinamice complicate. Permite simplificarea unei probleme prin eliminarea unor factori externi care ar putea altera rezultatele experimentului. Un sistem închis poate fi folosit și în situațiile în care pentru a simplifica situația este necesar echilibrul termodinamic.

## În chimie
În chimie, un sistem închis este acolo unde nu pot scăpa reactanți sau produse, doar căldura poate fi schimbată liber (de exemplu, un răcitor cu gheață). Un sistem închis poate fi utilizat atunci când se efectuează experimente chimice în care temperatura (adică atingerea echilibrului termic) nu prezintă interes.

## În inginerie
În inginerie un sistem închis este un sistem definit, în care fiecare intrare este cunoscută și fiecare rezultat este cunoscut (sau poate fi cunoscut) într-un timp rezonabil.